# Asheville
Asheville Buncombe megye székhelye Észak-Karolinában. A U.S. Census 2000. évi felmérése szerint a város teljes lakossága 68 889 fő volt, így Észak-Karolina nyugati felének legnagyobb városa, amely folyamatosan növekszik. A Census Bureau 2006. évi becslése szerint lakosainak száma 72 789 fő volt. Asheville része a négy megyéből álló Asheville statisztikai körzetnek, amelynek lakossága a Census Bureau 2006. évi becslése alapján 398 009 fő volt. A város népszerű üdülőhely és ipari központ, amely 700 m feletti magasságban terül el, s két hegyi folyó osztja három részre. Asheville a Great Smoky Mountains Nemzeti Park „főkapuja”. A Smoky Mountain a keleti partvidék legmagasabb hegye, a Mount Mitchell bejárata, ipari városok és néptáncfesztiválok kedvelt székhelye. A város központjában van a híres író, Thomas Wolfe Emlékmúzeuma.

## Története
Ez a terület az európaiak megérkezése előtt a cseroki indiánok földje volt.
1540-ben Hernando de Soto spanyol hódító érkezett erre a területre embereivel, magukkal hozva betegségeket is, amelyek ellen a helyi lakosok immunrendszere nem tudott védekezni.
Ezt a területet a cseroki indiánok vadászterületnek használták egészen a 19. század közepéig.

### Első telepesek
A város történelme 1784-ben kezdődött, amikor Samuel Davidson ezredes és családja letelepedett a Swannanoa völgyben, mely területet Észak-Karolina államtól kapott. Miután felépítette faházát a Christian Creek mentén, az indiánok a fák közé csalták és megölték. Davidson felesége, gyermeke, és rabszolganője a 25 km-re lévő Davidson erődbe menekült (Az erődöt Davidson apja, John Davidson generális után nevezték el.)
Davidson ikertestvére William Davidson őrnagy és sógora Daniel Smith expedíciót szervezett, hogy felkutassák Samuel Davidson holttestét és bosszút álljanak a gyilkosságért. Hónapokkal később Davidson őrnagy és az expedíció családjukkal visszatértek erre a területre és letelepedtek a Bee Tree Creek mentén.
1790-ben a United States Census 1 000 lakost számlált, a cseroki indiánokat nem számítva.
Buncombe megyét hivatalosan 1792-ben alapították. A megye székhelye 1793-ban Morristown lett a fennsíkon, amelyet az indián ösvények kereszteztek. 1797-ben Morristown-t átkeresztelték Asheville-nek, Észak-Karolina kormányzója Samuel Ashe után.

### Polgárháború
Asheville lakosainak száma 1861. évben kb. 2500 fő volt. A polgárháború idején a város nagyjából érintetlen maradt, de a város maga számos kis csapatot küldött a Konföderáció hadseregének, és kisebb csoportokat az Unió hadseregének. Ebben az időben az Enfield puskát itt gyártották a városban.
Az Asheville-i csata 1865 áprilisában zajlott le, a háború végén. Az Unió visszavonta csapatait Tennessee-be, miután kis csoportok a Konföderáció csapatából a Buncombe útvonalon beásták magukat. Az Unió csapata olyan utasítást adott ki, hogy csak akkor kerüljön összeütközésre sor, ha jelentéktelen veszteséggel tudják az ellenállást letörni.
Ugyanebben a hónapban később a Swannanoa hágónál voltak összetűzések, a Stoneman zavargások részeként.
A háború gazdasági és társadalmi nehézségeket okozott Buncombe megyének, miután a déli erők vereséget szenvedtek.

### Az 1900-as évektől napjainkig
Míg a város virágzásnak indult az 1910-es és 1920-as évek között, a nagy gazdasági világválság különösen keményen érintette Asheville-t. A bankok bezártak. A korábban kibocsátott értékpapírok elvesztették értéküket, s az egy főre eső adósság a legmagasabb volt a nemzet városai között. Ezeket az adósságokat a város 50 év alatt fizette ki. Ezután 1980-ig a város fejlődésnek indult, de gazdasági fejlődése lassú volt. A stagnálás alatt a város épületein semmiféle változtatások nem történtek, így az utcák megőrizték eredeti hangulatukat.

## Turizmus
Asheville városát körülölelő hegyek rendkívül népszerűek ősszel, különösen októberben. A Blue Ridge Parkway keresztülmegy Asheville központján, közel a Biltmore Estate-hez.
A Blue Ridge Parkway 755 km hosszú útvonal, amely a híres Blue Ridge hegygerincen vezet, amely az Appalache-hegység része. Az út mentén az erdőt és a pihenőhelyeket a National Park Service tartja karban.
A várost a pazar Bilmore Estate, Amerika legnagyobb magánkézben levő kastélya tette ismertté. A kastély minden évben több millió turistát vonz.
Más említésre érdemes épületek az Art Deco városháza és más egyedi épületek a belvárosban, mint pl. a Battery Park Hotel, a neogótikus Jackson épület, és a St. Lawrence Bazilika.
A város belterületeit történelmi városrésznek nyilvánították, ahol sok viktoriánus házat is láthatunk.
A YMI Cultur Center-t 1892-ben alapította George Washington Vanderbilt a belváros szívében, amely ma a nemzet legrégebbi afroamerikai kulturális központja.

## Lásd még
- Asheville-i rendezvények (angolul)
- Asheville-i rendezvények (angolul)